# Cabernet Vocal
Cabernet Vocal es un grupo musical de Argentina formado a principios de 2002. Este grupo aborda diferentes estilos de la música popular contemporánea, tales como: el soul, el jazz, el pop, e incluso el tango y el folklore, pero principalmente el jazz. Su influencia más significativa es el sexteto estadounidense Take 6. Su principal característica es el aprovechamiento que hacen continuamente de la percusión vocal, el uso de onomatopeyas y del vocalese.

## Integrantes
Sus integrantes son:
- Marcos Lozano (contratenor)
- Alejandro Dolina (hijo) (tenor)
- Diego Pietropaolo (barítono)
- Pol González (bajo)
- Patricio Witis (tenor)
- Diego Mercado (tenor)

Exintegrantes:
- Manuel Moreira (tenor)

## Principales presentaciones en vivo
El grupo Cabernet ha estado presente en distintos eventos importantes de la Argentina. Fue convocado para el 21.er Festival Nacional de Jazz de La Pampa, donde se transformaron en la revelación. También participó en el 11º festival de Jazz de Santa Fe donde dictaron, además, el curso Master Class en la Universidad del Litoral.
Cabernet también participó en la N.º 4a Semana Beatle de Latinoamérica y en el espectáculo Tangoservicio Tararira. 
Asimismo, participaron de la grabación de algunas canciones del último disco de Roxana Carabajal, del trabajo de Daniel García Quinteto titulado Rock en 2x4 y de Muchas gracias, Mastropiero, el disco homenaje a los 40 años de Les Luthiers.
Con respecto a presentaciones en televisión, participaron en Badía en Concierto, Almorzando con Mirtha Legrand, Sarpando Tangos, Bar del Infierno y Siempre pasa algo. 
La última presentación fue en el programa de Alejandro Dolina y Juan José Campanella, Recordando el Show de Alejandro Molina, con la interpretación de varias canciones a lo largo de los 13 episodios.
En relación con reconocimientos de artistas ya consagrados, han sido reconocidos por Alejandro Dolina (padre de uno de los integrantes), Silvio Rodríguez y Marcela Morelo.
Justamente en su última discografía fue Silvio Rodríguez quien les dedicó un escrito y Marcela Morelo quien compartió con ellos un tema (tema llamado "A mi lado"). Entre las palabras que les dedicó Silvio Rodríguez, éste destaca que "... desde que los conozco, para mí se acabaron el Pinot Noire, el Carmenere y el Merlot".

## Discografía
- Cabernet (2005)
- SudRealismo (2008)
- Cabernet Vivo (2010)
- ¡Bombo! (2012)

### Enlaces de Internet
- «Web oficial de Cabernet». Consultado el 20 de abril de 2008.

- «Enlace de la presentación de Cabernet en la Universidad Nacional de Tucumán, en el evento "Noveno Julio Cultural Aniversario"». Archivado desde el original el 17 de mayo de 2008. Consultado el 20 de abril de 2008.

- Diego Lenger (mayo de 2007). «Práctica del grupo antes de la presentación del tema "Lazy Daisy" para el disco "Muchas gracias Mastropiero", en homenaje a Les Luthiers.». Consultado el 20 de abril de 2008.

- Diario "Tucuman al día" (Noviembre de 2005). «Noticia del diario "Tucuman al día", que anuncia la llegada de Cabernet en la Fundación del Banco Empresario de dicha provincia, en Argentina.». Consultado el 20 de abril de 2008. (enlace roto disponible en Internet Archive; véase el historial, la primera versión y la última).

- «El sexteto vocal Cabernet interpreta "Lazy Daisy" en el programa de Alejandro Dolina "La venganza será terrible".». Diciembre de 2007. Consultado el 20 de abril de 2008. (enlace roto disponible en Internet Archive; véase el historial, la primera versión y la última).